# فرت پیر (داکوتای جنوبی)
فرت پیر(به انگلیسی: Fort Pierre) شهری در ایالت داکوتای جنوبی کشور ایالات متحده آمریکا است که جمعیت آن در سرشماری سال ۲۰۱۰ میلادی، ۲٬۰۷۸ نفر بوده‌است.